# ヨハン・クリスティアン・シックハルト

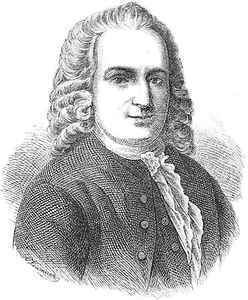

ヨハン・クリスティアン・シックハルト（Johann Christian Schickhardt, 1682年頃 - 1762年3月25日）は、ドイツの作曲家、木管楽器奏者。

## 生涯
ブラウンシュヴァイク出身。ブラウンシュヴァイク＝ヴォルフェンビュッテル公アウグスト・ヴィルヘルムの宮廷で音楽教育を受けた。18世紀最初の10年間はオランダで活動し、ヘンリエッテ・アマーリエ・フォン・アンハルト＝デッサウとその息子のオラニエ公ヨハン・ウィレム・フリーゾの宮廷に採用された。1710年代にはハンブルクに居住し、ハンブルク歌劇場のフルート奏者あるいはオーボエ奏者として活動したと推測される。1720年代にはアンハルト＝ケーテン侯レオポルトの宮廷のオーボエ奏者を務めたことを示唆する記録がある。1740年代以降はライデンに居住した。

## 作品
リコーダーのための作品を数多く残している。その作品は一度は忘れられたが、20世紀のリコーダーの復活とともに関心が寄せられ、再び出版がなされるようになった。